# Cửa hàng trang sức

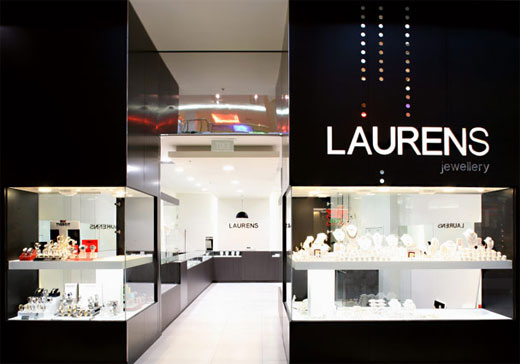
Ví dụ về một cửa hàng trang sức

Cửa hàng trang sức (tiếng Anh Anh: jewellery store; tiếng Anh Mỹ: jewelry store) là một cơ sở kinh doanh bán lẻ tập trung vào việc bày bán (và có thể cả mua lại) đồ trang sức, vàng bạc, đá quý và đồng hồ đeo tay. Các tiệm trang sức cung cấp nhiều dịch vụ như sửa chữa, phục hồi, tu sửa làm mới, thiết kế và chế tác trang sức, kim cương.